# Battaglia di Rotterdam
La battaglia di Rotterdam fu una battaglia avvenuta durante la seconda guerra mondiale tra il 10 e il 14 maggio 1940. Lo scontro avvenne durante l'invasione tedesca dei Paesi Bassi tra l'esercito tedesco e le forze armate olandesi, che capitolarono proprio il 14 maggio, dopo il bombardamento di Rotterdam.

## Antefatti
La città di Rotterdam non aveva difese pronte e non era stata inclusa in alcun piano di difesa, essendo molto lontana dalla frontiera e anche dal mare. Le truppe presenti a Rotterdam erano in fase di addestramento e l'unico battaglione moderno d'artiglieria con pezzi da 105 mm era posizionato a Hillegersberg. I suoi cannoni avevano una gittata di 16 km, sufficiente per colpire ovunque attorno alla città. Il comandante della guarnigione era un ingegnere militare, il colonnello Pieter Scharroo, e la guarnigione era composta da circa 7 000 uomini, di cui solo un migliaio avevano una funzione di combattimento, i Marines del 39º Reggimento di Fanteria. Attorno alla Nieuwe Maas, effluente del Reno, furono posizionati sette plotoni d'artiglieria antiaerea (AAA), con mitragliatrici pesanti e cannoni da 20 mm Oerlikon. Una delle batteria AAA fu posizionata a nord dell'effluente e nell'area dell'aeroporto Waalhaven furono stanziati altre due batterie antiaeree e quattro plotoni.
Il piano originale tedesco prevedeva di prendere l'aeroporto di Waalhaven e da lì procedere verso la città e prendere i fondamentali ponti sulla Mosa, sfruttando l'effetto sorpresa. Quando il piano venne valutato, fu deciso che il rischio per le truppe era troppo elevato così venne preparato un altro piano. Dodici aerei adattati Heinkel He 59DS atterrarono sul fiume con due plotoni della 11ª Compagnia del 16º Reggimento Aviotrasportato, più quattro ingegneri e tre plotoni di fanteria. Questi 90 uomini avrebbero preso i ponti. In seguito sarebbero stati rinforzati con i 36 uomini del 3º Plotone, 11ª Compagnia, 1. Fallschirmjäger-Division. A loro venne ordinato di atterrare sul campo da calcio dello stadio del Feyenoord, nei pressi del fiume. Come ultimo rinforzo sarebbero giunte ulteriori armi di supporto da Waalhaven.

## Atterraggio tedesco
Alle ore 04:50 del 10 maggio, i dodici aerei tedeschi atterrarono sul fiume e i 90 uomini a bordo presero possesso delle due rive del fiume. In breve i tedeschi presero possesso dei ponti posizionando le mitragliatrici a nord del ponte ferroviario. L'unica resistenza che i tedeschi trovarono furono dei poliziotti che poterono fare ben poco: tre vennero uccisi mentre altri furono fatti prigionieri e segregati nel quartiere a nord. I tedeschi avanzarono verso sud e verso nord dove incontrarono il resto delle truppe aviotrasportate che avevano già preparato una linea difensiva.
Nel frattempo i 320 soldati olandesi in città furono raggruppati, equipaggiati ed istruiti. La prima pattuglia venne inviata in direzione dei ponti e delle strade attorno alle caserme. I ricognitori individuarono i tedeschi nei pressi dei ponti e delle unità con mitragliatrici furono inviate in direzione dei ponti dove gli olandesi riuscirono a fermare l'avanzata nemica con piccole schermaglie che provocarono le prime perdite ai tedeschi. In breve tempo, con l'aiuto di genieri e personale della Marina e dell'Aviazione, la fanteria olandese riuscì a far arretrare i tedeschi che cominciarono a sperare nell'arrivo di rinforzi.

## La battaglia

### 10 maggio
Alle 06:30 la forza principale della 3ª Compagnia del 16º Reggimento di Fanteria giunse a Waalhaven e si diresse poi verso la città, dove fu accolta dal fuoco di mitragliatrici. La situazione si sbloccò dopo diverse perdite tedesche, quando gli invasori riuscirono a colpire con una granata una delle postazioni olandesi, costringendoli ad arrendersi per non mettere in pericolo i civili. I tedeschi portarono con sé gli ufficiali olandesi e i restanti 200 prigionieri furono rinchiusi in una scuola. Il contrattacco olandese permise di liberare alcuni prigionieri segregati in un hotel e di conquistare alcuni alti edifici da cui poter sparare praticamente su tutte le posizioni tedesche. La situazione tedesca alla fine del primo giorno era delicata. Gli olandesi erano riusciti a riorganizzarsi dopo l'iniziale sorpresa e a mettere in difficoltà i tedeschi che subirono pesanti perdite.

### 11 maggio
L'11 maggio, il colonnello Scharroo decise di riorganizzare le difese. Dispose le sue truppe lungo l'intero fiume e a ovest, nord e sud della città per impedire ai circa 500-750 soldati tedeschi di entrare nell'area urbana. Circa alle 04:00 il fronte di battaglia sul fiume fu il campo di un'intensa battaglia, dove gli olandesi ottennero dei modesti successi, bloccando i tedeschi nella loro piccola testa di ponte. Circa 50 uomini, il giorno precedente, erano stati separati dal resto delle forze d'invasione dal contrattacco olandese, trovando riparo in un palazzo, e ora venivano bersagliati continuamente dai difensori. Verso le 10:30, due bombardieri Fokker T.V olandesi, su richiesta del colonnello Scharroo, sganciarono 16 bombe da 50 kg a nord del ponte, di cui sei colpirono il ponte e le case vicine, scatenando un incendio e costringendo i tedeschi ad abbandonare quegli edifici. Un secondo raid avvenne alle 13:30 ma nessuna bomba centrò gli obiettivi. L'aviazione tedesca rispose e dodici Bf 110 si avventarono su tre caccia Fokker D.XXI e due bombardieri T.V. Uno dei D.XXI riuscì a distrarre sei Bf 110, allontanandoli dai bombardieri, cominciando ben presto un duello aereo con loro, abbattendone due prima di essere colpito e costretto ad un atterraggio d'emergenza. Il pilota, una volta sceso dall'aereo, venne mitragliato dagli altri aerei; ricevette poi una medaglia. Gli altri sei Bf 110 riuscirono ad abbattere uno dei bombardieri, perdendo un solo aereo. Tre Bf 110 ingaggiarono battaglia con uno dei Fokker che riuscì ad abbatterne uno prima di essere colpito in modo così grave che il pilota decise di eiettarsi. Mentre stava per saltare, il pilota si accorse sullo specchietto retrovisore che il tettuccio del suo aereo, appena sganciato per gettarsi di sotto, aveva centrato un Bf 110 esattamente sul motore facendo schiantare l'aereo. Quel giorno, inoltre, i tedeschi presero il controllo di una nave, la SS Statendam per bersagliare le postazioni di mitragliatrici olandesi. I mortai e le mitragliatrici olandesi però risposero al fuoco e circa alle 16:00 la nave venne colpita e si incendiò, continuando a bruciare anche dopo la capitolazione olandese.

### 12 maggio
Per il terzo giorno continuarono gli scontri in città: anche se gli olandesi non riottennero il controllo dei ponti, i tedeschi continuavano a soffrire i continui assalti nemici, con numerose perdite da entrambe le parti, che permisero agli olandesi di prendere il controllo di almeno uno dei ponti.

### 13 maggio
Quando i tedeschi riuscirono a conquistare i primi ponti, gli olandesi furono costretti a preparare la demolizione dei due ponti restanti sul fiume Mosa. Per poter fare ciò bisognava che si assicurassero il controllo dell'estremità nord dei ponti, ancora in mani tedesche, nonostante i precedenti numerosi tentativi. La sera del 12 maggio, il colonnello Scharro ordinò, alle ore 03:00, ai Marines olandesi del colonnello von Frijtag Drabbe di rendere sicure le estremità settentrionali dei due ponti. Von Frijtag Drabbe radunò cento dei suoi migliori uomini, a cui si aggiunsero altri cento uomini delle truppe ausiliarie della Marina, due batterie di mortai moderni da 10,5 cm, più sei mortai da 8,1 cm, e due veicoli corazzati. Quando i Marines si avvicinarono verso nord, furono bersagliati dalle mitragliatrici tedesche, posizionate più a sud mentre l'artiglieria cessò ben presto di sparare poiché la gittata dei proiettili era troppo lunga o troppo corta. Nel frattempo i veicoli corazzati si avvicinarono ai ponti; uno di essi fu danneggiato dal fuoco anticarro tedesco e fu costretto a ritirarsi mentre l'altro veicolo si tenne a distanza di sicurezza. A causa dell'inefficienza dei metodi d'assalto, l'attacco sul fronte orientale venne cancellato. Sul fronte occidentale i Marines attraversarono il ponte e occuparono l'altra sponda senza combattimenti. I Marines infatti non sapevano di essere osservati dai tedeschi arroccati nel palazzo sovrastante l'intera area. Quando i tedeschi aprirono il fuoco diversi olandesi caddero. I loro compagni risposero al fuoco e cominciarono a ritirarsi, ritrovandosi anche separati in due gruppi, uno dei quali a stretto contatto con i tedeschi che ingaggiarono con loro una strenua battaglia. A questo punto fu chiaro al Comando olandese che nessun tentativo di completare la missione poteva essere effettuato e le truppe restanti avrebbero dovuto occuparsi unicamente della difesa.
Nel frattempo, circa alle ore 16:00, giunsero ai sobborghi di Rotterdam i primi carri armati tedeschi; i comandanti tedeschi però decisero di non attaccare con i corazzati poiché gli olandesi avevano armi anticarro ma non erano a conoscenza della loro situazione disperata. Venne programmata per il giorno stesso un bombardamento e fu quindi ordinato a seicento soldati tedeschi di evacuare; a causa dei combattimenti serrati però la maggior parte delle truppe non ricevette l'ordine e la Luftwaffe dovette modificare l'area del bersaglio per non colpire i propri compagni. La paura di perdere le truppe in città e di un eventuale sbarco anglo-francese nei Paesi Bassi, spinsero poi i tedeschi a pianificare il massiccio bombardamento aereo del giorno seguente.

### 14 maggio
La mattina del 14 maggio, i tedeschi inviarono, a distanza di poche ore, due ultimatum agli olandesi. Nel primo pomeriggio procedettero con il bombardamento a tappeto della città. Il raid portò alla morte di 800-900 persone, in maggioranza civili. Più di 80 000 persone persero le loro case e più di 25 000 abitazioni furono completamente distrutte. Gli esiti del bombardamento obbligarono alla resa i Paesi Bassi. Durante i festeggiamenti un colpo sparato da un militare tedesco ferì alla testa il comandante Student che si salvò ma rimase in ospedale per diversi mesi.